# 午後の微笑
『午後の微笑』（ごごのびしょう）は、毎日新聞に連載された曽野綾子による小説、及びそれを原作としたドラマ化作品である。

## 概要
1962年に毎日新聞社から出版。終戦後の日本を舞台に、上流階級の女性が思うがままに生きて最後は破滅する物語。

## テレビドラマ
1966年1月31日から同年4月29日まで、東海テレビの15分昼ドラマ枠で放送された。

### キャスト
- 三ツ矢歌子
- 高松英郎
- 清水まゆみ
- 武藤英司
- 佐伯徹

### スタッフ
- 演出：伏屋良郎
- 脚本：竹内勇太郎